# I Got You (Trippie Redd)
I Got You è un singolo dei rapper statunitensi Trippie Redd e Busta Rhymes, pubblicato l'11 settembre 2020 e distribuito dall'etichetta discografica Caroline.

## Tracce
1. I Got You – 3:05